# Shirley Ahoi!

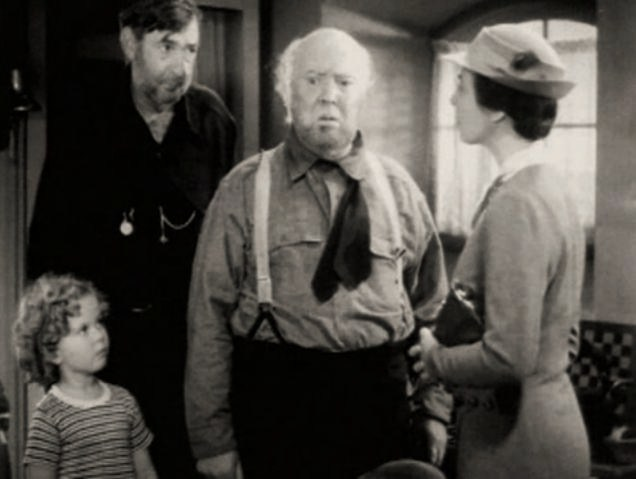
Moment aus dem Trailer des Films

Shirley Ahoi! (Alternativtitel: Das Matrosen-Herzpinkerl, Originaltitel: Captain January) ist ein US-amerikanischer Spielfilm von David Butler aus dem Jahr 1936, der auf dem gleichnamigen Kinderbuch von Laura E. Richards basiert.

## Handlung
Helen Mason wurde von ihren Eltern ausgesetzt. Als Findelkind wird sie vom Leuchtfeuerwärter Captain January gefunden und aufgezogen. Da Captain January sie nicht adoptierte und Helen nicht die Schule besuchte, wurde die Beamtin Agatha Morgan auf sie aufmerksam und versucht, Helen „Star“ Mason und January zu trennen. Da in der Zwischenzeit Captain January seinen Job verloren hat, hilft ihm Captain Nazro, indem er Helen nach Boston holt. Dort erfährt sie, dass ihr wohlhabender Onkel und dessen Frau eine Yacht gekauft haben und stellen Captain January als Steuermann ein. Die Witwe Eliza Croft, Captain Nazro, Robert und seine Gehilfen werden als weitere Crew-Mitglieder eingestellt.

## Produktion
An der Fertigstellung dieser Filmproduktion war 20th Century Fox beteiligt. Die Dreharbeiten wurden im US-Bundesstaat Kalifornien durchgeführt, dabei dienten Pebble Beach, Pacific Grove, Monterey und Point Lobos State Reserve als Schauplätze. Die Filmkomödie wurde in Mono und Schwarz-Weiß, bei einem Seitenverhältnis von 1,37:1 auf einem 35-mm-Film, aufgenommen. Das Filmmaterial beläuft sich auf eine Gesamtlänge von 2.120,8 Meter, was neun Filmrollen entspricht.

### Veröffentlichung
In den USA feierte Captain January am 17. April 1936 seine Premiere, bevor er am 24. April in Kinos von New York City anlief. In Deutschland wurde Shirley Ahoi! am 12. September des gleichen Jahres gezeigt.

## Hintergrund
Captain January wurde in Österreich unter dem Titel Das Matrosen-Herzpinkerl veröffentlicht. David Butler ist der zweite Regisseur, der das Kinderbuch Captain January verfilmte. Im Jahr 1924 verfilmte Edward F. Cline bereits die Geschichte als Stummfilm, der in Deutschland unter dem Titel Mein kleiner Kapitän bekannt ist.

### Synchronisation
Die deutsche Synchronfassung entstand bei der Tobis Melofilm für Deutsche Fox Film, Berlin. Richard Busch schrieb vermutlich das Dialogbuch und Reinhard W. Noack führte vermutlich Regie.
| Rolle              | Darsteller       | Synchronsprecher |
| ------------------ | ---------------- | ---------------- |
| Helen „Star“ Mason | Shirley Temple   | Carmen Lahrmann  |
| Captain January    | Guy Kibbee       | C. W. Burg       |
| Captain Nazro      | Slim Summerville | Karl Meixner     |
| Paul Roberts       | Buddy Ebsen      | Walter Bluhm     |
| Agatha Morgan      | Sara Haden       | Eva Maria Brock  |
| Eliza Croft        | Jane Darwell     | Margarete Kupfer |
| Mr. John Mason     | George Irving    | Erich Dunskus    |

## Rezeption
Frank S. Nugent von der New York Times urteilte 1936 positiv über die Leistung der Darsteller. Allen voran die kleine Shirley Temple, Guy Kibbee und die giftig wirkende Sara Haden seien überzeugend.